# Mudug
Mudug (arabisch مدق Muduq) ist eine Region in Zentral-Somalia. Ihr Norden ist Teil des international nicht anerkannten Puntland, der südliche Teil wird von Galmudug beansprucht.
Die Hauptstadt von Mudug ist Gaalkacyo. Zwei weitere wichtige Städte in dieser Region sind Goldogob und die Küstenstadt Hobyo. Diese Region grenzt im Süden an die Nachbarregion Galguduud und im Norden an Nugaal. Im Westen liegt Äthiopien und im Osten ist der Indische Ozean.
Die Bewohner von Mudug gehören hauptsächlich den Somali-Clans der Hawiya.

## Demografie und Wirtschaft
Im Jahr 2019 hatte Mudug eine Bevölkerung von 864.700 Einwohnern. Die Wirtschaft ist überwiegend pastoral und agro-pastoral geprägt, insbesondere durch die Viehzucht. Mudug ist von bewaffneten Konflikten betroffen, die durch Gewalt zwischen Clans und unterschiedliche Machtverhältnisse in der Region verursacht werden. Diese Konflikte haben zu zahlreichen zivilen Todesopfern und zur Vertreibung Tausender Menschen geführt. Das volatile Sicherheitsumfeld hat humanitäre und verwaltungstechnische Herausforderungen zur Folge.